# Pseudophlegethontia
Pseudophlegethontia is een geslacht van uitgestorven pootloze Lepospondyli, behorend tot de Aïstopoda. Hij leefde in het Laat-Carboon (ongeveer 310 miljoen jaar geleden) en zijn fossiele overblijfselen zijn gevonden in Noord-Amerika.

## Beschrijving
Zoals alle leden van de Aïstopoda bezat Pseudophlegethontia een lang, slangachtig lichaam, verstoken van ledematen. Dit dier lag in bouw tussen de meer archaïsche aïstopoden en de meer afgeleide Phlegethontia. Net als de primitieve Ophiderpeton had Pseudophlegethontia ook een relatief kort lichaam met honderdveertig wervels; de k-vormige ribben vergezelden de wervels tot de zevenenvijftigste, en er waren duidelijk gescheiden botten in het schedeldak. Verder had het bovenste slaapvenster geen onderbalk.
Andere kenmerken deden echter denken aan die van Phlegethontia: de spitse snuit, condylen van het quadratum liggen vóór de oorzone, ogen bijna in het midden van de schedel geplaatst; er waren ook dunne buikribben (gastralia), een epipterygoïde met een hoge tak op het zijoppervlak van de schedel. Ten slotte waren er geen laterale osteodermen. Pseudophlegethontia werd ook gekenmerkt door een extreem langwerpig squamosum en een uitgebreid achterste schedeldak.

## Classificatie
De beschrijving van een enkel onvolgroeid exemplaar gevonden in het Mazon Creek-veld (Illinois) heeft de wetenschap in staat gesteld een nieuw geslacht en een nieuwe soort 'amfibieën' te herkennen, Pseudophlegethontia turnbullorum (Anderson, 2003). Het holotype is FMNH PR 281, een op een afvalhoop van een kolenmijn gevonden specimen dat eerst aan Phlegethontia werd toegewezen; vandaar de geslachtsnaam die 'valse Phlegothontia ' betekent. Dit dier behoort tot de aïstopoden, een groep 'amfibieën' uit het Paleozoïcum met een onduidelijke oorsprong, met een slangachtig lichaam zonder ledematen. Pseudophlegethontia lijkt een tussenvorm te zijn tussen de meer basale aïstopoden zoals Ophiderpeton, Lethiscus en Oestocephalus, en de meer afgeleide aïstopoden (Phlegethontia).